# Sonnerup Skov
Sonnerup Skov er en statsskov i Odsherred NV for Nykøbing Sjælland. Skoven blev plantet over en 100-årsperiode fra 1802 til i 1890'erne. Den næringsfattige jord var lynghede, og i begyndelsen mislykkedes beplantningen, men i 1820'erne prøvede man igen.